# Благовещенская церковь (Чернигов)
Благове́щенская це́рковь (укр. Благовіщенська церква, также — Благовещенский собор) — православный храм XII века, построенный киевским князем Святославом Всеволодовичем в Чернигове. Был значительно повреждён во время монголо-татарского нашествия и впоследствии был разрушен. Был самым большим храмом средневекового Чернигова.

## История
Храм был построен на Новом княжеском дворе Черниговского детинца по заказу киевского князя Святослава Всеволодовича, который ранее правил в Чернигове. Согласно сведениям летописи, в 1186 году «Святослав Всеволодичь святи церков в Чернигове святаго Благовещения, юже бе сам создал». Храм значительно пострадал во время монголо-татарского нашествия в середине XIII века и позднее был разобран, так как стал непригодным для использования. На его месте в XVII веке была возведена деревянная Благовещенская церковь. Фундамент средневекового храма был обнаружен в 1876 году вследствие обвала берега реки Стрижень в районе Черниговского детинца. Его археологические исследования проводились в 1878 и 1909 годах. В 1946—1947 годах состоялись раскопки под руководством Бориса Рыбакова.

## Архитектура
Являл собой большой трёхапсидный храм, который имел 6 колонн во внутренней части и с трёх сторон был окружён галереями. Ширина и длина собора составляли приблизительно 26 и 34 м. По размерам был больше Спасо-Преображенского собора и, соответственно, являлся крупнейшим храмом Чернигова. Толщина стен составляла 130—140 см. При их строительстве использовался кирпич красного и жёлтого цвета, по всей видимости, в декоративных целях. Пол был составлен из поливной плитки, на нём также находилось мозаичное изображение павлина. В оформлении храма использовалась резьба по белому камню. Во время раскопок были найдены фрагменты мозаик, фресок, обломки голосников и захоронения в кирпичных саркофагах. По внутреннему убранству Благовещенская церковь была самым богатым храмом княжеского Чернигова.